# Codename MAT
Codename MAT,, est un jeu vidéo édité en 1984 par Micromega pour le ZX Spectrum au Royaume-Uni et par Amsoft en 1985 pour l'Amstrad CPC. Il a été développé par Derek Brewster.

## Synopsis
Les extraterrestres de Myon ont envahi notre système solaire.

## Système de jeu
Vous pouvez choisir dans le jeu d'être au choix :
- Commandant : vous contrôlez le déploiement des flottes de défense planétaire.
- Pilote du vaisseau spatial, l'USS Centurion. Les flottes sont alors contrôlées par l'ordinateur.

Le jeu offre la possibilité de choisir entre 3 niveaux de difficulté.